# Mayangan (Gumuk Mas)
Mayangan is een bestuurslaag in het regentschap Jember van de provincie Oost-Java, Indonesië. Mayangan telt 10.304 inwoners (volkstelling 2010).